# Сесвете (Плетерница)
Сесвете су насељено место у саставу града Плетернице, у Славонији, Република Хрватска.

## Историја
До нове територијалне организације налазило се у саставу бивше велике општине Славонска Пожега.

## Становништво
Насеље је према попису становништва из 2011. године имало 128 становника.
| Националност       | 1991.        |
| Хрвати             | 133 (97,08%) |
| Срби               | 1 (0,72%)    |
| Југословени        | 0            |
| остали и непознато | 3 (2,18%)    |
| Укупно             | 137          |